# Circuito de Charade

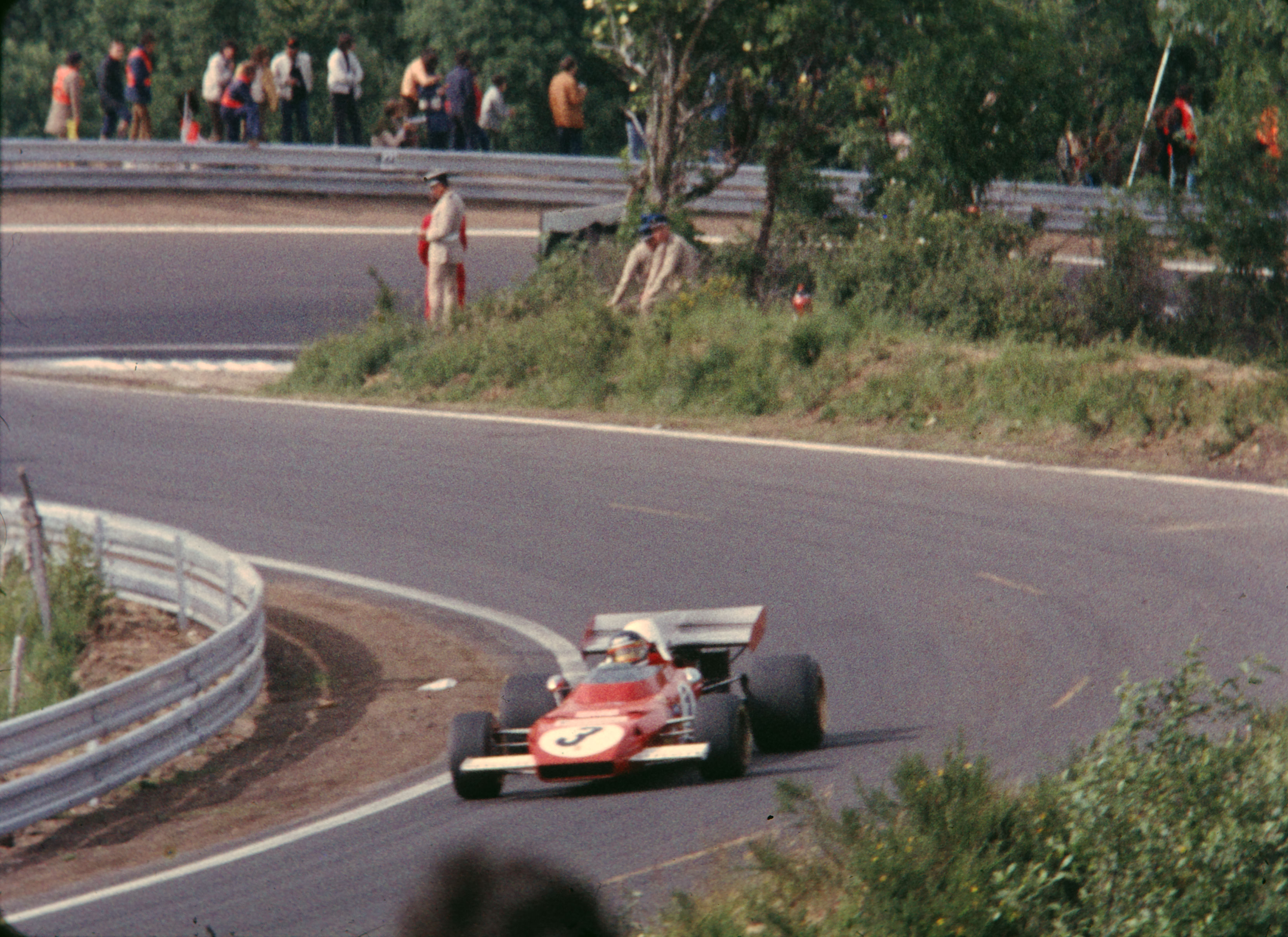
Gran Premio de Francia de 1972.

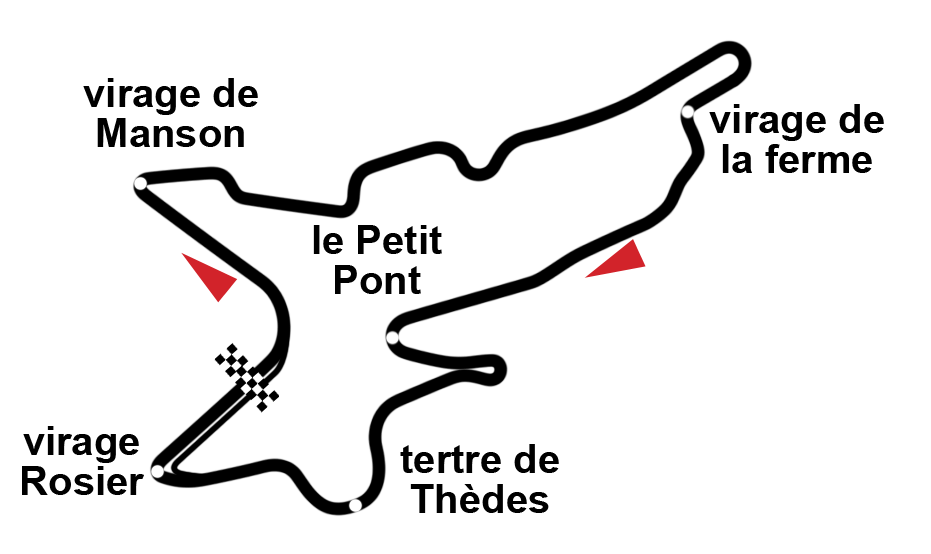
Trazado actual.

El Circuito de Charade es un circuito de carreras semipermanente situado a 15 km al suroeste de la ciudad de Clermont-Ferrand (Puy-de-Dôme) en Auvernia-Ródano-Alpes, Francia. Su trazado original de 8.055 metros de extensión fue construido entre mayo de 1957 y julio de 1958, bajo la dirección de Louis Rosier.

## Historia
El circuito fue inaugurado en 1957 y se caracterizaba por su gran número de curvas. Debido a los volcanes activos que la rodean, es habitual que la pista se cubra de cenizas y piedras. Al igual que el trazado de Nürburgring, el paisaje montañoso dificultaba los trabajos para extender las zonas de escape.
Albergó el Gran Premio de Francia de las temporadas 1965, 1969, 1970 y 1972 de Fórmula 1, que ganaron Jim Clark, Jackie Stewart (en dos ocasiones) y Jochen Rindt. Durante una carrera de Fórmula 2 del año 1959, Stirling Moss opinó: "No conozco ningún circuito más bello que Charade". En 1969, Rindt manifestó sentir mareos debido a la sinuosidad de la pista.
Tras el Gran Premio de 1972, la pista se vio relegada a competencias francesas de turismo, gran turismo, fórmula 3, rally y subidas de montaña. El trazado original se abandonó en 1988; el récord de vuelta quedó en manos de Chris Amon, que en 1972 giró en 2:53.9 minutos a un promedio de 166,75 km/h velocidad de al volante de un Matra.

### Actualidad
Desde 1989 se mantiene activa una versión recortada de 18 curvas y 3.975 metros de recorrido, junto con una de gravilla de 1.300 metros para competencias de rallycross. En el año 2000, el circuito se transformó en una instalación permanente al cerrarse la carretera vial.
En la actualidad se usa para escuelas de conducción, tantas de circuito y eventos de automovilismo histórico.

## Ganadores

### Fórmula 1
| Año  | Piloto         | Constructor  | Fecha       | Resultados |
| ---- | -------------- | ------------ | ----------- | ---------- |
| 1965 | Jim Clark      | Lotus-Climax | 27 de junio | Resultados |
| 1969 | Jackie Stewart | Matra-Ford   | 6 de julio  | Resultados |
| 1970 | Jochen Rindt   | Lotus-Ford   | 5 de julio  | Resultados |
| 1972 | Jackie Stewart | Tyrrell-Ford | 2 de julio  | Resultados |